# Ernest Minor Patterson
Ernest Minor Patterson (auch Ernest M. Patterson, * 17. Juli 1879 in Cincinnati, Ohio; † 9. November 1969 in Philadelphia, Pennsylvania) war ein US-amerikanischer Wirtschafts- und Politikwissenschaftler.

## Leben

### Familie und Ausbildung
Ernest Minor Patterson, Sohn des John Paul Patterson und der Henrietta Frances Jackman Patterson, wandte sich dem Studium der Wirtschaftswissenschaften am Park College in Parkville, Missouri zu, 1902 erwarb er den akademischen Grad eines Bachelor of Arts, 1904 den eines Master of Arts. Postgraduale Studien führten ihn von 1909 bis 1910 an die University of Chicago. 1912 wurde er an der University of Pennsylvania zum Doctor of Philosophy promoviert.
Ernest Minor Patterson vermählte sich am 3. Juli 1906 mit Elsie Davis Reynolds. Der Ehe entstammte die Tochter Grace Frances. Er starb 1969 im Alter von 90 Jahren. Seine letzte Ruhestätte fand er auf dem West Laurel Hill Cemetery in Bala Cynwyd, Pennsylvania.

### Beruflicher Werdegang
Ernest Minor Patterson wurde nach diversen beruflichen Einsätzen 1902 als Professor of Latin an das Harry Kendall College nach Muskogee, Oklahoma berufen. 1905 wechselte er in die Funktion als Principal der Wasatch Academy nach Mount Pleasant, Utah. In den Jahren 1908 bis 1909 war er als Dean an der Washington College Academy in Limestone, Tennessee angestellt. Nach dem Studium an der University of Chicago übernahm er eine Stelle als Instructor in Finance an der University of Pennsylvania, 1915 wurde er zum Assistant Professor of Economics ernannt, 1919 wurde er zum Full Professor befördert, 1950 wurde er emeritiert. Patterson wirkte darüber hinaus 1929 als Visiting Professor am Institut universitaire de hautes études internationales in Genf, 1931 als Lecturer an der Haager Akademie für Völkerrecht in Den Haag.
Patterson hatte Mitgliedschaften in der American Academy of Political and Social Science, dort fungierte er von 1930 bis 1953 als President, in der American Economic Association, dort übte er 1936 das Amt des Vice President aus, in der American Philosophical Society, dort war er als Secretary eingesetzt, sowie in den wissenschaftlichen Vereinigungen Delta Sigma Phi, Beta Gamma Sigma, Pi Gamma Mu und Phi Beta Kappa inne.
Seine Forschungen umspannten insbesondere die Themen Weltwirtschaft, die Position der Vereinigten Staaten in der Weltwirtschaft, Internationale Beziehungen und politische Systeme. Für seine Verdienste um seine Fachgebiete erhielt er die Ehrendoktorwürden (LL.D) des Occidental College im Jahre 1946, jene der University of Pennsylvania im Jahre 1950 verliehen.

## Publikationen (Auswahl)
- Tests of a foreign government bond. Payson and Clark Ltd., New York, 1928
- The world's economic dilemma. Whittlesey House, McGraw-Hill Book Co., New York, 1930
- The insecurity of industry. in: Annals of the American Academy of Political and Social Science. volume 154.  American Academy of Political and Social Science, Philadelphia, 1931
- America: world leader or world led?. in: World problems of to-day. Century, New York, 1932
- The United States and world war. in: Annals of the American Academy of Political and Social Science. volume 192.  American Academy of Political and Social Science, Philadelphia, 1937
- The economic bases of peace. Whittlesey House, McGraw-Hill Book Company, Inc., New York, London, 1939
- The United Nations and the future. in: Annals of the American Academy of Political and Social Science. volume 228. The Academy, Philadelphia, 1943
- An introduction to world economics. Macmillan, New York, 1947
- Looking toward one world. in: Annals of the American Academy of Political and Social Science. volume 258.  American Academy of Political and Social Science, Philadelphia, 1948
- NATO and world peace. in: Annals of the American Academy of Political and Social Science. volume 288.  American Academy of Political and Social Science, Philadelphia, 1953